# Boone Logan
Boone Logan (né le 13 août 1984 à San Antonio, Texas, États-Unis) est un lanceur de relève gaucher des Indians de Cleveland de la Ligue majeure de baseball.

## Carrière

### White Sox de Chicago

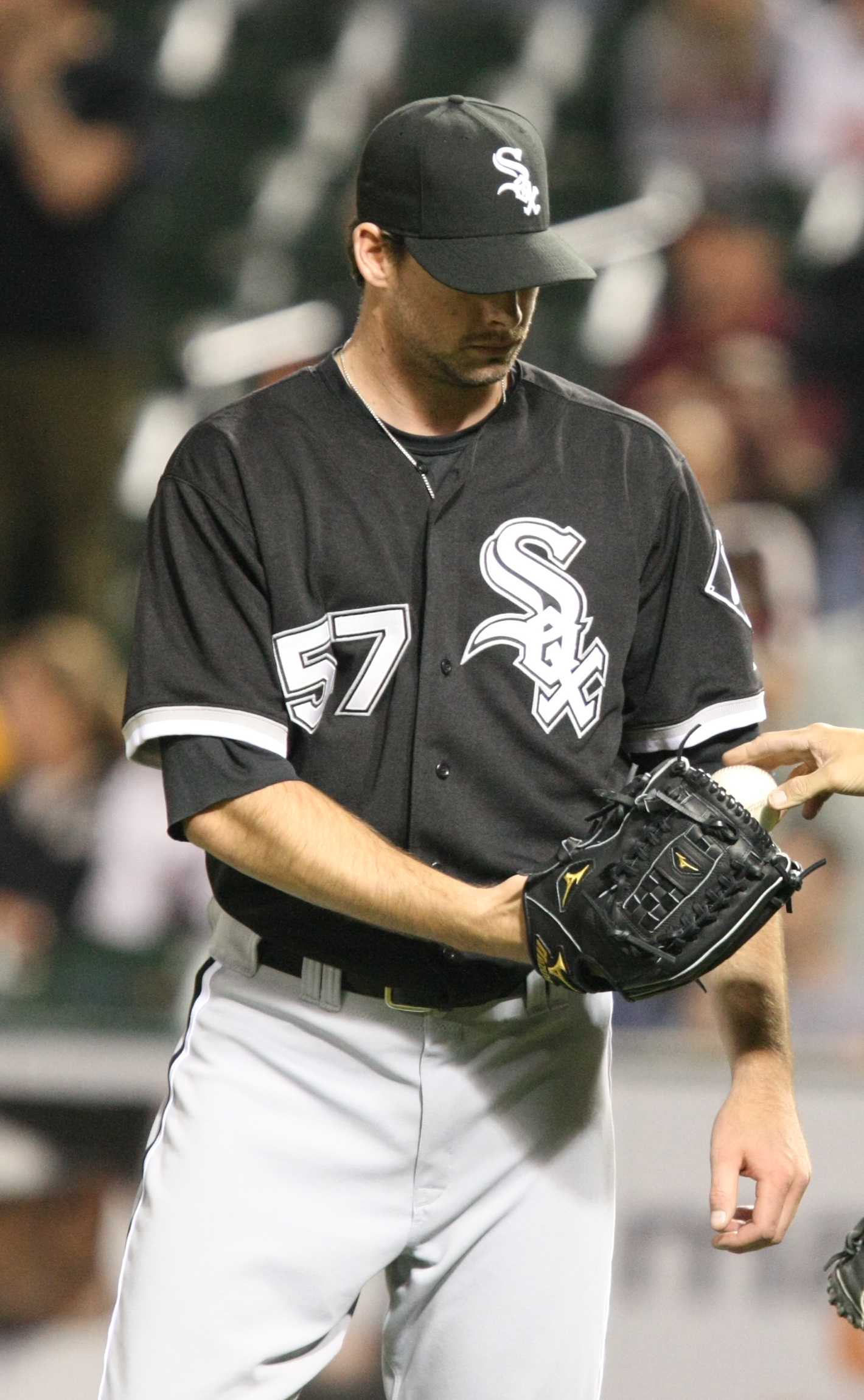
Boone Logan en 2008 avec les White Sox de Chicago.

Après des études secondaires à la Sandra Day O'Connor High School de Helotes (Texas), Boone Logan suit des études supérieures au Temple College. Il est repêché le 4 juin 2002 par les White Sox de Chicago au vingtième tour de sélection. Logan signe son premier contrat professionnel le 26 mai 2003 afin de suivre sa dernière année universitaire.
Boone passe deux saisons en Ligues mineures avant d'effectuer ses débuts en Ligue majeure le 4 avril 2006. En trois saisons chez les White Sox, il prend part à 144 matchs comme lanceur de relève. 

### Braves d'Atlanta
Boone accompagne le lanceur étoile Javier Vázquez dans un transfert chez les Braves d'Atlanta la 4 décembre 2008. Les White Sox cèdent les deux hommes à Atlanta en retour de Brent Lillibridge, Tyler Flowers et deux joueurs de ligue mineure.

### Yankees de New York

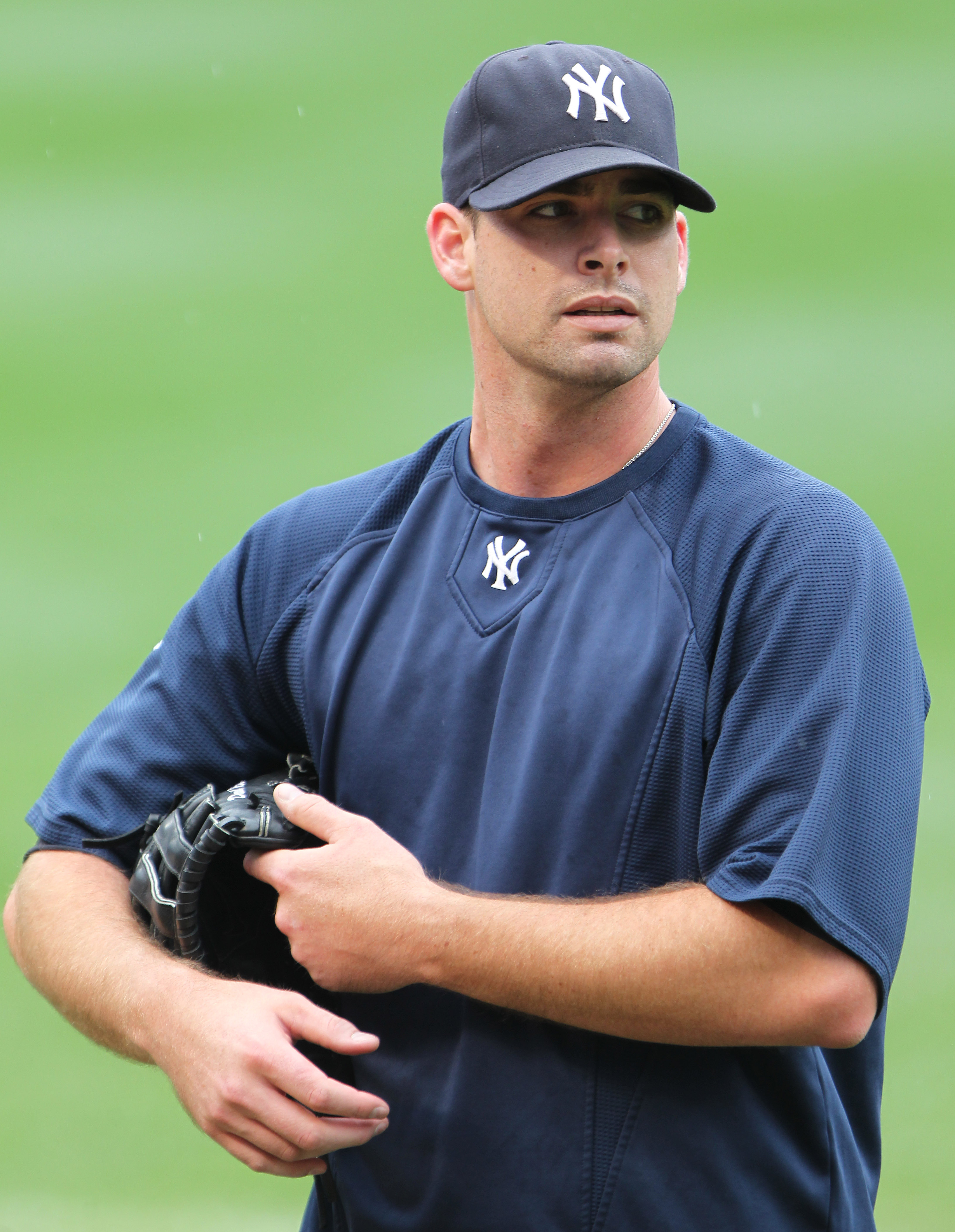
Boone Logan en 2011 avec les Yankees de New York.

Boone rejoint les Yankees de New York le 22 décembre 2009 à l'occasion d'un nouvel échange impliquant Javier Vázquez. Les Braves échangent les deux joueurs à New York en retour de trois joueurs, Melky Cabrera, Michael Dunn et Arodys Vizcaíno.
Utilisé par les Yankees en 51 occasions pendant la saison 2010, il se tire bien d'affaire avec une moyenne de points mérités de 2,93 en 40 manches lancées. Il gagne ses deux décisions.
En 2011, les Yankees font appel à lui à 64 reprises et le gaucher maintient une moyenne de points mérités de 3,46 en 41 manches et deux tiers lancées, avec une fiche de cinq victoires et trois défaites.
En 2012, Logan entre en jeu dans 80 parties des Yankees. Il est le lanceur le plus utilisé de la Ligue américaine et celui qui joue le plus de matchs dans les majeures à égalité avec 3 lanceurs de la Ligue nationale (Shawn Camp, Randy Choate et Matt Belisle). Le gaucher des Yankees maintient une moyenne de points mérités de 3,74 avec 68 retraits sur des prises en 55 manches et un tiers de travail. Il remporte 7 victoires contre deux défaites avec un sauvetage. En séries éliminatoires, il accompagne son club jusqu'en Série de championnat et n'alloue aucun point ni but-sur-balles sur 3 coups sûrs en 3 manches et deux tiers lancées.
En 2013, la moyenne de 3,23 de Logan est sa meilleure depuis sa première année à New York. Il lance 39 manches en 61 sorties, enregistre 50 retraits au bâton et gagne 5 de ses 7 décisions. En octobre 2013, Logan, sur le point de devenir agent libre à l'échéance de son contrat, subit une intervention chirurgicale afin de retirer des éclats d'os de son coude gauche.

### Rockies du Colorado

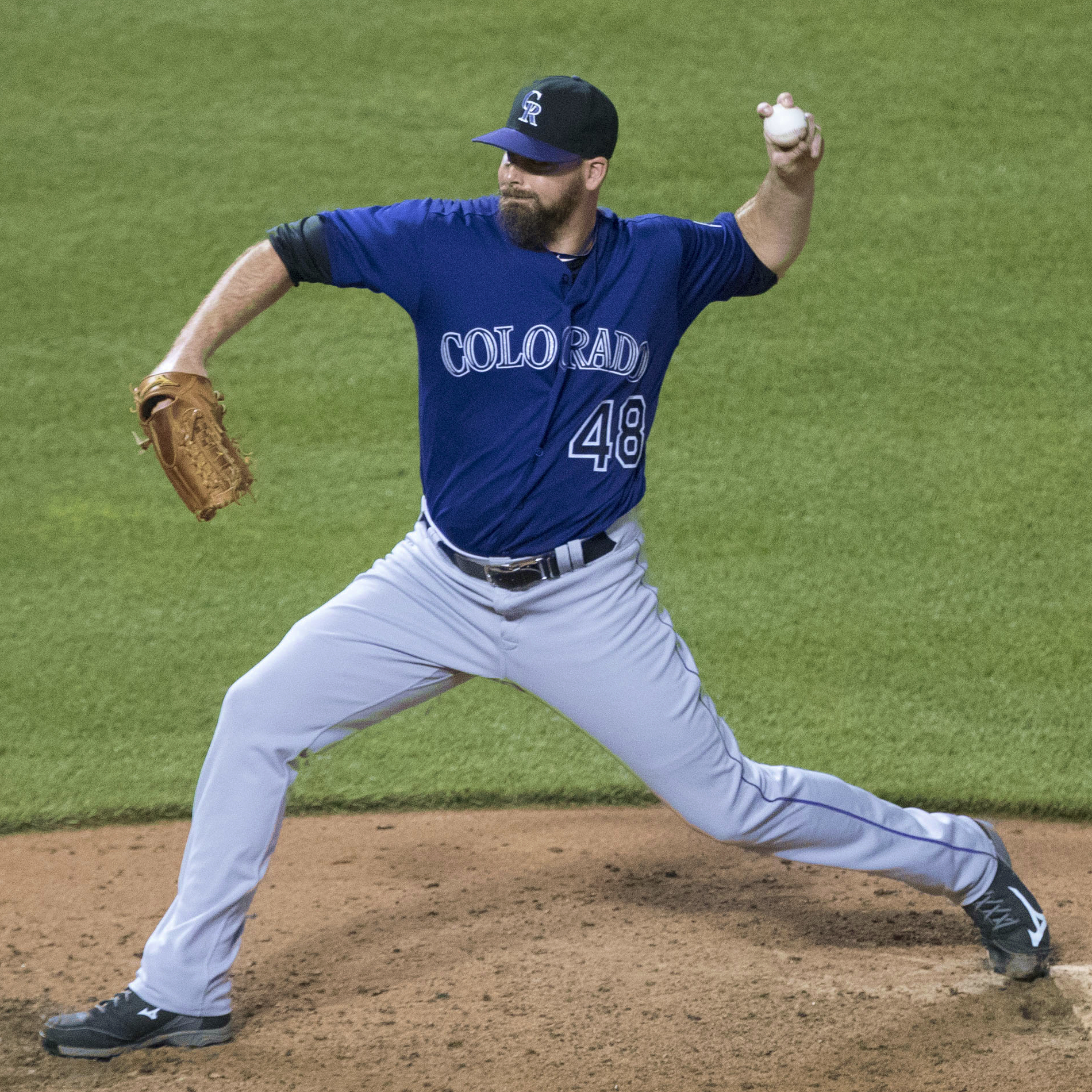
Boone Logan en 2016 avec les Rockies du Colorado.

Devenu agent libre, Boone Logan signe le 16 décembre 2013 un contrat de 16,5 millions de dollars pour 3 saisons chez les Rockies du Colorado. Le contrat laisse perplexe nombre d'observateurs, comprenant mal pourquoi les Rockies, une équipe de dernière place, sentent le besoin de se lier pour 3 saisons à un spécialiste gaucher qui, de surcroît, vient de passer sur la table d'opération,. La première année de Logan au Colorado est désastreuse : il est ennuyé par des douleurs au coude gauche toute l'année, au point de subir en septembre une nouvelle opération pour en retirer des éclats d'os. En 35 matchs et 25 manches lancées en 2014, il accorde 19 points mérités, 31 coups sûrs et 11 buts-sur-balles et termine avec une moyenne de 6,84.

## Statistiques
| Saison | Équipe     | G   | GS | CG | SHO | V | D | SV | IP    | SO  | ERA  |
| ------ | ---------- | --- | -- | -- | --- | - | - | -- | ----- | --- | ---- |
| 2006   | Chicago WS | 21  | 0  | 0  | 0   | 0 | 0 | 1  | 17.1  | 15  | 8,31 |
| 2007   | Chicago WS | 68  | 0  | 0  | 0   | 2 | 1 | 0  | 50.1  | 35  | 4,97 |
| 2008   | Chicago WS | 55  | 0  | 0  | 0   | 2 | 3 | 0  | 42.1  | 42  | 5,95 |
| 2009   | Atlanta    | 20  | 0  | 0  | 0   | 1 | 1 | 0  | 17.1  | 10  | 5,19 |
| 2010   | NY Yankees | 51  | 0  | 0  | 0   | 2 | 0 | 0  | 40.0  | 38  | 2,93 |
| Totaux | Totaux     | 215 | 0  | 0  | 0   | 7 | 5 | 1  | 167.2 | 140 | 5,10 |

| Saison | Équipe     | G | GS | CG | SHO | V | D | SV | IP  | SO | ERA   |
| ------ | ---------- | - | -- | -- | --- | - | - | -- | --- | -- | ----- |
| 2010   | NY Yankees | 5 | 0  | 0  | 0   | 0 | 0 | 0  | 1.2 | 1  | 10,80 |
| Totaux | Totaux     | 5 | 0  | 0  | 0   | 0 | 0 | 0  | 1.2 | 1  | 10,80 |

Note : G = Matches joués ; GS = Matches comme lanceur partant ; CG = Matches complets ; SHO = Blanchissages ; 
V = Victoires ; D = Défaites ; SV = Sauvetages ; IP = Manches lancées ; SO = Retraits sur des prises ; ERA = Moyenne de points mérités.